# اره رادیال

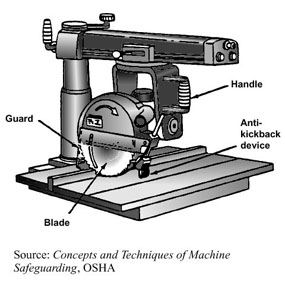
اره رادیال

ارهٔ رادیال (انگلیسی: Radial arm saw) با ارهٔ شعاعی دستگاهی برای برش است که از یک اره گردبر تشکیل می‌شود که روی یک بازوی افقی کشویی نصب شده است. این دستگاه را ریموند دی‌والت در سال ۱۹۲۲ اختراع کرد. تا پیش از رایج شدن اره فارسی‌بر برقی در دههٔ ۱۹۷۰، ارهٔ رادیال ابزار اصلی برای برش چوب‌های بلند به اندازهٔ دلخواه بود.
اره رادیال علاوه‌بر برش در طول، می‌تواند به رنده فاق‌زن نیز مجهز شود تا برش‌هایی برای فاق، فاق پله‌ای یا اتصالات نیم‌ونیم ایجاد کند. همچنین برخی از مدل‌های این اره امکان چرخاندن تیغه به موازات گونیای پشت دستگاه را دارند و می‌توان با آن برش طولی انجام داد.

## ریشه‌ها
برخلاف بسیاری از ابزارهای نجاری، اره رادیال منشأ مشخصی دارد: این اره را ریموند دی‌والت از لیولا، پنسیلوانیا اختراع کرد. دی‌والت در سال ۱۹۲۳ درخواست ثبت اختراع داد و این اختراع در سال ۱۹۲۵ به ثبت رسید (پتنت ایالات متحده شمارهٔ ۱٬۵۲۸٬۵۳۶). دی‌والت و دیگران بعدها گونه‌های متعددی از طراحی اصلی را ثبت کردند، اما طراحی اولیهٔ دی‌والت (که با نام Wonder Worker به فروش می‌رسید) موفق‌ترین نمونه باقی ماند: تیغهٔ اره گرد که به‌صورت مستقیم با یک موتور الکتریکی به حرکت درمی‌آید و درون یک یوغ روی بازوی افقی که بالاتر از سطح میز قرار دارد، حرکت می‌کند. اره‌ای که ویژگی کشویی و ترکیبی را هم‌زمان دارد، با عنوان اره فارسی‌بر کشویی ترکیبی یا SCMS شناخته می‌شود.
پیش از عرضهٔ اره رادیال، برای برش عرضی الوار معمولاً از اره میزی یا اره دم روباه استفاده می‌شد. اگرچه اره میزی برای برش طولی مناسب است، اما هل دادن یک قطعهٔ بلند از چوب در امتداد طول آن از روی تیغهٔ اره میزی دشوار است. در مقابل، هنگام برش عرضی با اره رادیال، قطعهٔ چوب روی میز ثابت می‌ماند و این تیغهٔ اره است که از درون آن عبور داده می‌شود.
در اواخر دههٔ ۱۹۷۰، اره فارسی‌بر ترکیبی به‌تدریج جایگزین اره رادیال شد، البته تنها برای برش‌های عرضی و اریب، زیرا اره‌های فارسی‌بر امکان برش طولی ندارند. استفاده از اره رادیال برای کاربران تازه‌کار یا بدون آموزش می‌تواند ایمن نباشد، اما در صورت استفادهٔ صحیح، خطر آن چندان زیاد نیست. یک کاربر باتجربه می‌تواند با ایمنی کامل، برش‌های ترکیبی موردنیاز برای قاب عکس یا در، برش‌های دقیق عرضی، ایجاد کام و زبانه، و برش‌های فاق‌دار متنوع را با آن انجام دهد. مانند اره فارسی‌بر ترکیبی، اره رادیال نیز می‌تواند این برش‌ها را با دقت بالا انجام دهد، اما دامنهٔ انواع برش‌های آن گسترده‌تر و حتی پیچیده‌تر است.
در کارگاه‌های خانگی، اره رادیال جایگزینی برای اره میزی به‌شمار می‌آید. هر دو دستگاه قابلیت برش طولی، عرضی، زاویه‌دار ساده و ترکیبی، فاق‌زنی، قالب‌زنی یا شکل‌دهی، ساخت کام و زبانه باز، برش زاویه‌دار و پله‌ای و ایجاد فاق پله‌ای را دارند. اره رادیال برای کار با چوب‌های بلند به فضای کمتری نیاز دارد، چراکه تنها نیازمند فضای جانبی است، در حالی‌که اره میزی باید در مرکز کارگاه قرار گیرد تا دسترسی از جلو، عقب و دو طرف آن فراهم باشد. اره رادیال را می‌توان به دیوار تکیه داد، اما اره میزی نیاز به فضای اطراف دارد. با برخی لوازم جانبی، اره رادیال می‌تواند به ابزارهای گوناگونی مانند قالب‌زن، سنباده‌زن دیسکی یا استوانه‌ای، سنگ‌ساب، رنده رومیزی، فرز نجاری، دستگاه سوراخ‌کاری افقی و حتی نیروی محرکهٔ ماشین خراطی تبدیل شود. در مقابل، کاربردهای ثانویهٔ اره میزی بیشتر به قالب‌زن و سنباده‌زن دیسکی محدود است.
یکی از مشکلات اصلی اره‌های رادیال خانگی امروزی این است که اغلب آن‌ها پس از دههٔ ۱۹۶۰ با قطعات فلزی پرسی ساخته می‌شوند و تلورانس ماشین‌کاری پایینی دارند، در نتیجه بدون انجام تنظیمات دقیق، برای کارهای ظریف و دقیق مناسب نیستند. یک اره رادیال باکیفیت بالا باید بازوی کشویی و سامانه‌های قفل‌کنندهٔ آن ماشین‌کاری دقیقی داشته باشند و موتور آن بدون لرزش و با صدای بسیار کم‌کار کند؛ در حالت بدون بار، اغلب صدا و لرزش مربوط به صدای سوت‌مانند و عدم تعادل تیغه روی محور آن است.
این اره روی همهٔ محورها به جز شیب عمودی می‌چرخد – رجوع شود به عکس (تمام محورهای چرخش در عکس مشخص نیستند).
برای برش با عمق مشخص، اره رادیال به اپراتور این امکان را می‌دهد که پیشرفت کار را ببیند. با گیره کردن قطعهٔ چوب و استفاده از بازوی دستگاه (نه با دست)، برش‌ها دقیق‌تر انجام می‌شوند و نیازی به قالب و گیره‌های اضافی نیست؛ هرچند این مزیت همیشه مورد نیاز نیست. برش در عمق کامل چندان راحت نیست، زیرا تیغه به درون سطح میز فرومی‌رود و میز را هم برش می‌دهد (که معمولاً از چوب ساخته می‌شود).
میزهای اره‌ای که از بالا برش می‌زنند با طراحی‌های مختلف محور چرخش همچنان تولید و فروخته می‌شوند.

## ایمنی
اره‌های برقی به‌آسانی می‌توانند انگشتان را قطع کنند. همچنین یک تیغهٔ کند ممکن است چوب را به‌قدری بکشد که آن را به دیوار پرتاب کند. تیغهٔ نو کمتر تمایل به گیرکردن دارد، اما همچنان نیازمند تغذیهٔ صحیح است.
اره‌های رادیال در صورت استفاده از تیغه‌ای با زاویهٔ قلابی بسیار پایین یا منفی ایمن‌ترند، زیرا این ویژگی باعث کاهش سرعت پیشروی بیش از حد، گیرکردن و تمایل تیغه به بالا کشیدن چوب می‌شود. همچنین، تیغه‌ای با زاویهٔ قلاب مثبت ۱۰ درجه و پروفایل «تراشه‌زن سه‌گانه» عملکرد خوبی در اره رادیال دارد و می‌توان آن را تیغه‌ای همه‌کاره دانست. اگر اره با این تیغه تمایل به بالا کشیدن قطعه دارد، باید یاتاقان‌های یوغ دستگاه تنظیم و سفت شوند.

## الزامات ادارهٔ ایمنی و بهداشت شغلی ایالات متحده (OSHA)
طبق مقررات OSHA با شمارهٔ 1910.213(h)(۱):
محافظ بالایی باید تمام قسمت بالایی تیغه را تا جایی بپوشاند که انتهای محور اره را نیز شامل شود. این محافظ باید به‌گونه‌ای ساخته شده باشد و از جنسی باشد که بتواند از اپراتور در برابر پرتاب تراشه‌های چوب، شکستگی دندانه‌های تیغه و غیره محافظت کند و خاک‌اره را از اپراتور دور کند. طرفین قسمت پایینیِ بدون محافظ تیغه باید به‌طور کامل و تا قطر کامل تیغه با وسیله‌ای پوشانده شوند که خود را به‌طور خودکار با ضخامت چوب تطبیق دهد و در تماس با قطعهٔ در حال برش باقی بماند تا بیشترین میزان ایمنی ممکن را برای عملیات فراهم کند.